# Radicais de centro
Radicais de Centro foi uma expressão utilizada pelo senador Antonio Anastasia em uma de suas colunas de opinião no jornal Folha de S.Paulo, com objetivo de definir a necessidade da adoção de posturas políticas mais moderadas e menos extremistas no Brasil. Para fundamentar sua asserção o político invocou o ditado romano "In medio virtus" (que literalmente significa "A virtude encontra-se ao centro"), citando exemplos históricos de países que abandonaram o extremismo político e conseguiram alcançar o desenvolvimento econômico e social.
No Brasil, a mídia nacional convencionou chamar de "Centrão" os partidos políticos que não possuem uma orientação específica à Esquerda ou à Direita. Entretanto é necessário ressaltar que, apesar de terem recebido esse apelido da imprensa, o chamado "Centrão" não se trata necessariamente de um grupo de espectro político-ideológico centrista, mas de um agrupamento de siglas de orientação conservadora, geralmente composto por parlamentares do "baixo clero" que atuam conforme seus próprios interesses, que por sua vez estão ligados ao Fisiologismo.